# Museu Nacional d'Art de Catalunya

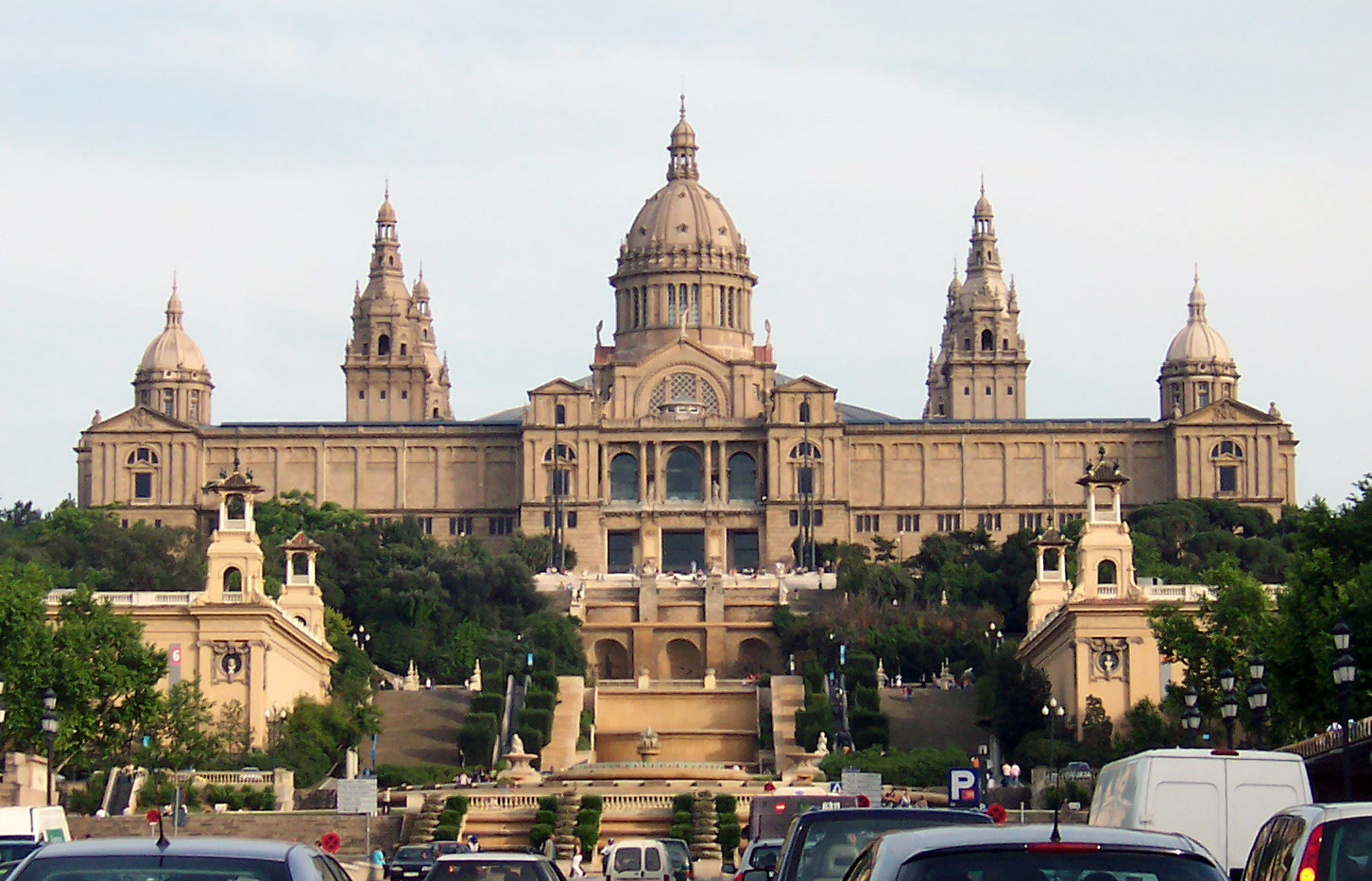
Palau Nacional med Museu Nacional d'Art de Catalunya.

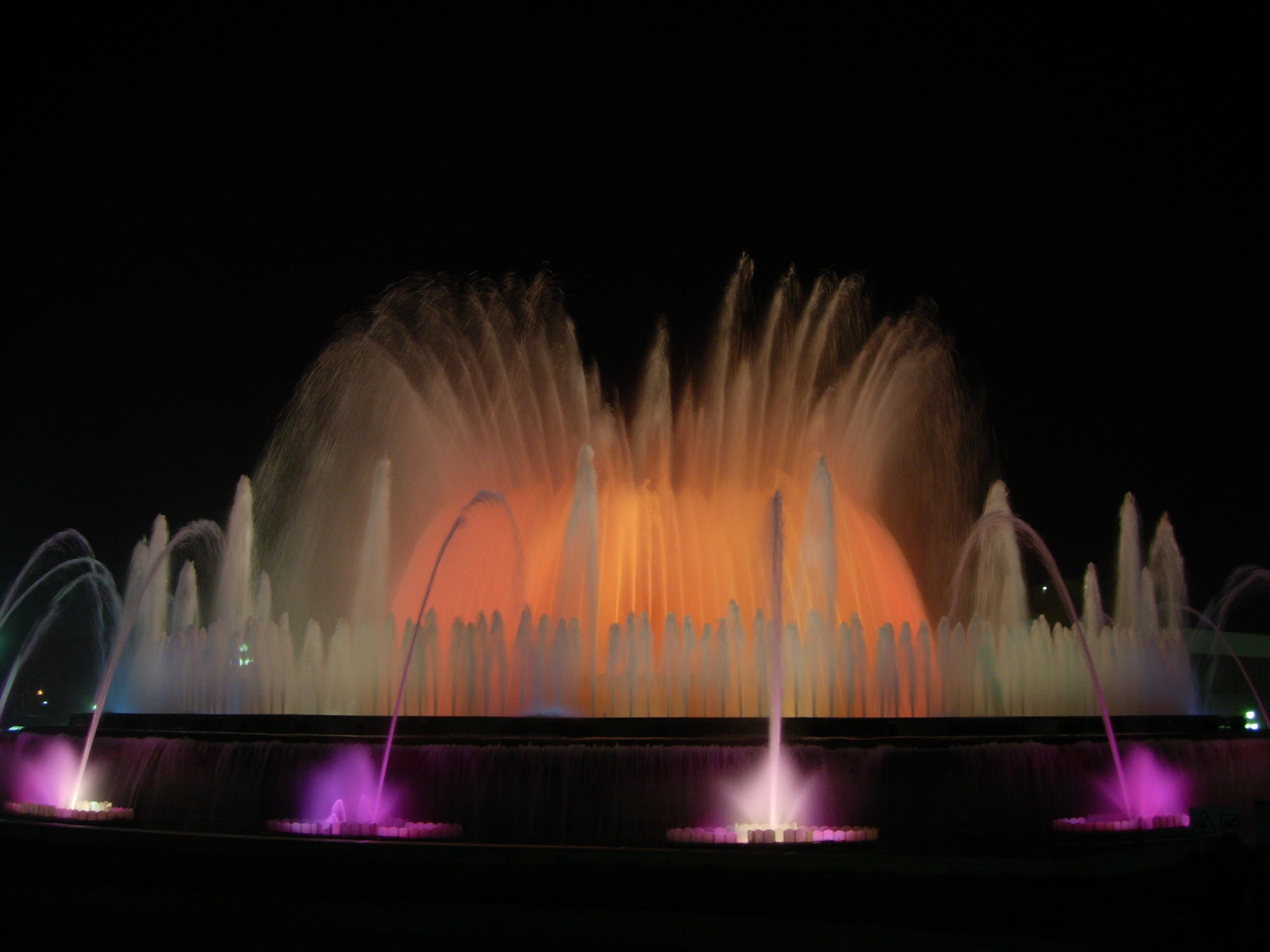
Fontänen Font Màgica framför museet.

Museu Nacional d'Art de Catalunya i Barcelona är ett spanskt konstmuseum. Museet ligger i Palau Nacional (Nationalpalatset), på Montjuïc-berget, som byggdes för världsutställningen i Barcelona 1929. Invigningen av museet skedde 1990.

## Historik
Museet inrättades 1990, då samlingarna från tidigare Museu d'Art de Catalunya och Museu d'Art Modern slogs ihop och ett museum med ställning som nationalmuseum inrättades. Museet har därmed en samling som omspänner medeltida, renässans-, 1800-tals och 1900-talskonst. Museet har också inlemmat samlingen av teckningar och grafik från tidigare Gabinet de Dibuixos i Gravats, mynt och medaljer samt boksamlingen från Biblioteca d'Història de l'Art. År 1996 inrättades en avdelning för fotografi.
Museibyggnaden öppnades etappvis från 1995. År 2004 skedde en officiell öppningsceremoni, efter det att hela byggnaden renoverats klart och alla samlingar kommit på plats. 
Det tidigare Museu d'Art de Catalunya öppnades 1934 i samma byggnad, men var stängt under det spanska inbördeskriget. Det återinvigdes 1940, för att 1942 flytta till nya lokaler i Arsenalen i Ciutadellaparken.
Sedan 2004 visar museet också verk ur Thyssen-Bornemiszas samling.

## Byggnaden
Palau Nacional de Montjuïc byggdes mellan 1926 och 1929 med syftet att vara huvudbyggnad vid världsutställningen i Barcelona 1929 och i den visa upp mer än 5 000 spanska konstverk. Byggnaden ritades av Eugenio Cendoya och Enric Catà under tillsyn av Pere Domènech i Roura. Den är inspirerad av spansk renässansarkitektur och har en yta på 32 000 m².
Palau Nacional ligger högt och med ett berg som fond. I likhet med bland annat det nästan samtidiga bygget av det snarlikt placerade Konstmuseet i Göteborg, används byggnaden och dess fasad i många officiella sammanhang. På en trappavsats framför entrén står Quatre Columnes, en skulptur bestående av fyra kolonner som ska påminna om de fyra ränderna i Kataloniens flagga, och där nedanför finns Font Màgica de Montjuïc. Både fontänen och museibyggnaden används numera återkommande som scen för region-TV-bolaget TV3:s nyårssändningar.